# いっかくじゅう座U星
いっかくじゅう座U星（いっかくじゅうざゆーせい）は、いっかくじゅう座にあるおうし座RV型の脈動変光星である。学名はU Monocerotis（略称はU Mon）。

## 物理的性質
91.32日の周期で5.6等と7.3等の間を変光する。おうし座RV型変光星は平均光度が変化しないRVA型と変化するRVB型に細分されるが、U MonはRVbに分類される。変光に伴いスペクトル型もF8vIbeからK0pIbの間を変化するが、極小付近ではM2型の赤色超巨星のスペクトルを示す。距離は非常に遠く、4000光年の彼方にある。

## U Monの導入法
いっかくじゅう座α星の近くにある。いっかくじゅう座は暗い星しかない星座だが、周囲をオリオン座、ふたご座、おおいぬ座といった明るい恒星が多い星座に囲まれているので、おおよその位置の見当はつけやすい。いっかくじゅう座α星がわからない場合はシリウスとうみへび座の散開星団・M48を直線で結んで3等分し、M48側1/3のあたりを外部リンクの星図と見比べて探せば見つかる。